# 1518 en science
| Années de la science : 1515 - 1516 - 1517 - 1518 - 1519 - 1520 - 1521    |
| Décennies de la science : 1480 - 1490 - 1500 - 1510 - 1520 - 1530 - 1540 |

Cet article présente les faits marquants de l'année 1518 en science.

## Événements
- 1er mai : l'Espagnol Juan de Grijalva découvre l’existence de l’empire aztèque[1].

## Publications
- Adam Ries : Rechnung auff der linihen, 1518. Ce livre décrit l'utilisation d'une table à calculer, une sorte de boulier à deux dimensions, pour l'arithmétique pratique.
- Heinrich Schreiber publie Ayn neu Kunstlich Buech à Vienne, ouvrage contenant la première utilisation imprimée en Allemagne des signes plus et moins pour l'arithmétique. Il publie également Libellus de compositione regularum pro vasorum mensuratione. Deque arte ista tota theoreticae et practicae et un nouveau tempérament musical.

## Naissances

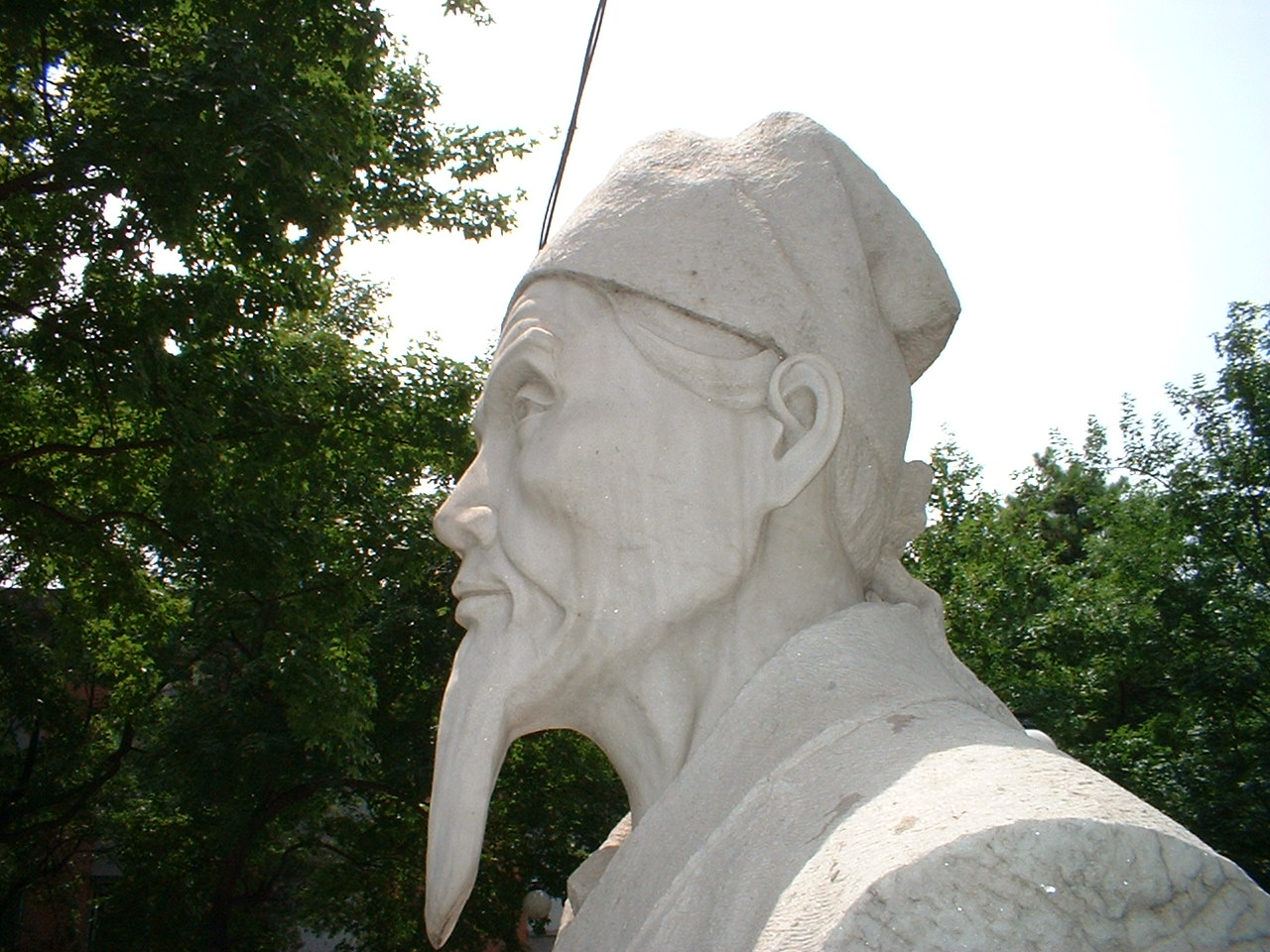
Li Shizhen

- Ñuflo de Chaves (mort en 1568), explorateur et conquistador espagnol.
- Li Shizhen (mort en 1593), médecin, herboriste et naturaliste chinois.